# فصة برية
الفصة البرية (باللاتينية: Medicago sauvagei) نوع نباتي يتبع جنس الفصة من الفصيلة البقولية.

## الموئل والانتشار
موطنها المغرب العربي.